# Платинаплутоний
Платинаплутоний — бинарное неорганическое соединение
платины и плутония
с формулой PuPt,
кристаллы.

## Получение
- Сплавление стехиометрических количеств чистых веществ:

{\displaystyle {\mathsf {Pt+Pu\ {\xrightarrow {1250^{o}C}}\ PuPt}}}

## Физические свойства
Платинаплутоний образует кристаллы
ромбической сингонии,
пространственная группа C mcm,
параметры ячейки a = 0,3816 нм, b = 1,0694 нм, c = 0,4428 нм, Z = 4,
структура типа борида хрома CrB
.
Соединение образуется по перитектической реакции при температуре 1250°С  (1314°С ).
Проявляет ферромагнитные свойства при температуре ниже 19 K, антиферромагнитные свойства в диапазоне температур 19—44 K.